# Tryphiodore
Τρυφιόδωρος
Compléments
auteur de La Prise d'Ilion
Tryphiodore ou Triphiodore (en grec ancien Τρυφιόδωρος / Tryphiódôros) est un poète épique et grammairien égyptien du IVe siècle, écrivant en grec ancien.
La prise de Troie est non seulement un des thèmes les plus répandus, mais aussi les plus anciens de la littérature grecque, puisqu’il est vraisemblablement antérieur à Homère. Si l’histoire relatée dans La Prise d’Ilion est célèbre, il n’en va pas de même pour son auteur. Outre La Prise d’Ilion, il composa également La Paraphrase des comparaisons homériques et Hippodamie.

## Notice historique
Il est l'auteur d'une Prise d’Ilion (Ἰλίου Ἅλωσις / Ilíou Halôsis), longue de 691 hexamètres dactyliques, inspirée des épopées du Cycle troyen, contant le stratagème du cheval de Troie et le sac de la ville. Il écrit aussi une Odyssée lipogrammatique qui, selon Émile Littré « n'avait pas d'a dans le premier chant, point de b dans le second, et ainsi des autres »,.
Avec Nonnos de Panopolis, Musée ou encore Palladas, il fait partie d'un courant de lettrés égyptiens, férus de poésie grecque — le philosophe Eunapios de Sardes, dans ses Vies des philosophies et des sophistes, parle même d'« engouement insensé ».